# Gustaf Mankell
Gustaf Adolf Mankell, född 20 maj 1812 i Christiansfeld, Danmark, död 23 mars 1880 i Stockholm, var en svensk tonsättare, organist och musiklärare.

## Biografi
Fadern var glasblåsare i Christiansfeld på Sønderjylland och därtill organist i stadens herrnhutistiska församling. Modern var från Stockholm och dotter till en förmögen köpman, som också var herrnhutare. Föräldrarna skilde sig 1814. 
Mankell flyttade 1833 till Stockholm och försörjde sig till en början på att ge pianolektioner. Han avlade 1835 organistexamen vid Stockholms musikkonservatorium och fick samma år anställning som organist i Jacobs kyrka och kvarstod i den befattningen ända fram till sin död. Han var även verksam som sånglärare och kantor vid Jakobs högre apologistskola och från 1837 som organist vid de herrnhutiska brödraförsamlingarna i Stockholm. Han blev 1853 lärare i orgelspelning vid akademien och erhöll 1859 professors titel. Mankell invaldes den 27 maj 1841 som ledamot nr 291 av Kungliga Musikaliska Akademien. Han var bror till Abraham Mankell.
Mankell är förebild till "musikprofessorn" i August Strindbergs novell Den romantiske klockaren på Rånö.

## Verklista

### Kammarmusik
- Stråkkvartett, Ess-dur. (fyra satser)
- Fantasi och fuga, för stråkkvartett, Ass-dur.
- Adagio religioso, för orgel och violin, h-moll, 1860.
- Adagio, för obligat orgel och violin, A-dur, 1864.
- Adagio, für chromatisches Waldhorn und Pianoforte, f-moll, 1834.
- Stycke för orgel och violoncell, tillägnat Fritz Söderman. (försvunnet)

### Pianoverk
- Compositioner från ungdomsåren 1821–28 i Christiansfeld [notbok med korta dansstycken mm].
- 24 Praeludien für das Pianoforte in allen Dur- und Molltonarten im strengen oder freyen Style, 1837.
- 24 korta fantasier i alla dur- o molltonarter, 1838.
- Preludium und Fuge für das Pianoforte, Ess-dur, 1850. Tillägnad Prins Gustaf av Sverige och Norge.
- Inledning och fuga, Ess-dur, 1856.
- Allegretto espressivo, A-dur, 1861.
- Allegro vivace, D-dur, 1866, (Till Jakob Hägg, ett litet minne).
- 12 tonstycken: (1870–1871)
  - 1. Capriccio: Allegro vivace
  - 2. Andante religioso
  - 3. Allegro vivace
  - 4. Canzonetta
  - 5. Allegro scherzando
  - 6. Allegro brillante
  - 7. Scherzo
  - 8. Preludium o fuga
  - 9. Allegretto
  - 10. Andante serioso
  - 11. Menuetto och trio
  - 12. Siciliana melancolico
- 12 tonstycken: (1871)
  - 1. Allegretto
  - 2. Tarantella
  - 3. Preludium och fuga
  - 4. Adagio con espressione
  - 5. Moderato con grand espressione
  - 6. Menuetto och trio
  - 7. Allegro vivace e risoluto
  - 8. Preludium och fuga
  - 9. Moderato e sentimento
  - 10. Allegro con espressione
  - 11. Allegro affettuoso
  - 12. Menuetto och trio
- 12 tonstycken: (1872)
  - 1. Andante religioso
  - 2. Allegro energico
  - 3. Allegro molto
  - 4. Preludium och fuga
  - 5. Allegro moderata e con espressione
  - 6. Allegro vivace
  - 7. Menuetto och trio
  - 8. Allegro con fuoco
  - 9. Allegro pathetico
  - 10. Scherzo
  - 11. Moderate con espressione
  - 12. Andante con moto
- 12 tonstycken: (1872)
  - 1. Allegretto grazioso
  - 2. Allegro vivo e leggiero: Fughetta
  - 3. Allegro
  - 4. Preludium och fuga
  - 5. Allegro non troppo e sostenuto
  - 6. Menuetto och trio
  - 7. Preludium och fuga
  - 8. Allegro vivace e risoluto
  - 9. Allegro brillante
  - 10. Preludium och fuga
  - 11. Romance sans parole
  - 12. Menuetto och trio
- Praeludium och fuga, g-moll, 1875.
- Praeludium och fughetta, g-moll, 1875.
- Fantasier: c-moll, F-dur, c-moll, Fiss-dur, E-dur.
- Allegro, d-moll.
- Andantino espressivo, H-dur.

#### Fyrhändigt piano
- Fuga för piano à quatre mains, c-moll, 1836.

### Orgelverk
- Divertissement, 1833.
- 12 sonatiner för orgelverk. (1833?)
- 16 fugor med förespelningar för orgelverk. (1833?)
- 11 korta inledningar för orgel, utan pedal, till begagnande vid aftonsångarne, 1842.
- Sammlung von fugenthemas, 1843.
- Femstämmigt preludium och fughetta, Dess-dur, 1845.
- Preludium och fughetta, Fiss-dur, 1845.
- Fughetta med preludium, e-moll, 1852.
- 12 fughetter för orgel, 1858.
- Adagio (för Gerdserums mönsterorgel), c-moll, 1860.
- Minne från Gerdserums kyrka, nemligen Fantasie för dess ypperliga solostämmor, samt slutfuga för besagde mönsterverks samtliga register, 1860?
- Preludium & Fughetta, F-dur, 1860.
- Tvenne Andante’s för den nya Fleut harmonique i Jakob: A-dur & a-moll, 1861.
- Tvenne Adagio’s för Gamba 8 i Jakob: Dess-dur och Ess-dur, 1862
- Fantasi för S:t Jakobs orgels nya härliga solostämmor, F-dur, 1863.
- Allegro concertant, Ess-dur, 1865.
- Allegro concertant, D-dur, 1865.
- Postludium och fuga, C-dur, 1865.
- Postludium och fuga, D-dur, 1865.
- Concertstycke, F-dur, 1865.
- Adagio, H-dur, 1865.
- Adagio, E-dur, 1865.
- Andante, Fiss-dur, 1865.
- Adagio, G-dur, 1865.
- Allegro moderata e grazioso, F-dur, 1866. (Till Jakob Hägg, ett litet minne af Gustaf Mankell.)
- Tolf orgelstycken i blindskrift, 1868. (Det första trycka arbete i Sverige efter Braille's notsystem)
- Allegro concertant, Ess-dur, 1870.
- Scherzo och trio, c-moll, 1870.
- Tre menuetter, D-dur, Ess-dur, f-moll, 1871.
- 12 trestämmiga lätta och korta tonstycken, 1876.
- Allegro, C-dur, 1879.
- 12 lätta trestämmiga tonstycken, 1879.
- Allegro, E-dur, 1879.
- 6 fughettor: F-dur, d-moll, B-dur, Ess-dur, C-dur, c-moll, 1879.
- 6 tonstycken: E-dur, g-moll, Ess-dur, A-dur, g-moll, h-moll, 1879.
- Fantasi, Ess-dur, 1879. (ursprungligen för fyra händer)

#### Fantasier och fugor
- Fantasi och fuga, Ess-dur, 1834 [version för orgel 4h 1854].
- Fantasi och fuga, c-moll, 1844.
- Fantasi och fuga, Ass-dur, 1847.
- Fantasi och fuga, B-dur, 1847.
- Fantasi och fuga, H-dur, 1847.
- Fantasi och fuga, f-moll, 1853.
- Fantasi och fuga, Ass-dur, 1855.

#### Preludier
- Leichte Orgelpraeludien (1-5), 1834.
- 24 Orgelpraeludien zum Gebrauche beim öffentlichen Gottesdienste, 1836.
- 24 enkla och melodiösa orgelpraeludier till begagnande vid gudstjiensten, 1838.
- Praeludium zum Gebrauch bei Trauerfeierlichkeiten (”Sälle äro de som sofva”), 1839.
- Praeludium, A-dur/Ass-dur, 1839.
- 8 Orgelpraeludier till begagnande vid de offentliga gudstjiensterna, 1839.
- Orgelpraeludium för tvenne manualer, G-dur, 1842.
- Orgelpraeludium, G-dur, 1842.
- Orgelpraeludium (allegretto), G-dur, 1842.
- Orgelpraeludium (andante), G-dur, 1842.
- Orgelpraeludium, Ess-dur, 1842.
- Orgelpraeludium (andante), E-dur, 1842.
- Orgelpraeludium (moderato), E-dur, 1842.
- Orgelpraeludium, fiss-moll, 1842.
- Orgelpraeludium, f-moll, 1842.
- 6 Praeludier till begagnande vid gudstjensten: G-dur, F-dur, Ess-dur, D-dur, g-moll, A-dur, 1846.
- Två orgelpreludier, F-dur, 1847.
- 20 melodiösa orgelpreludier i de mest brukliga tonarterna till begagnande vid allmänna svenska gudstjensten, 1849.
- 10 Orgelpreludier, 1851.
- Preludium till "Koral från Brödraförsaml", 1851.
- Exempel eller former till preludier, 1854.
- Instruktionspreludium, 1854.
- 6 orgelpreludier för 2ne manualer och obligat trumpet 8 fot, 1876.
- Solopraeludium för Gamba 8, Fagott 8, Fleut 4, 1854.
- Solopraeludium med Basun 16 och Waldflöjt 2, 1854.
- Solopraeludium med Gamba 8 och obligat Salicional 8 & Fleut 4, 1854.
- Lätta och korta orgelstycken till begagnande vid den allmänna gudstjänsten, 1852. (20 preludier)
- Preludium till "Kör af Beethoven" (Tonernas vågor), 1852.
- 8 praeludier med användande af orgelns solostämmor: A-dur, c-moll, F-dur, Dess-dur, C-dur, D-dur, F-dur, Ass-dur, 1873.
- 12 Choralpreludier, 1874. (med koralmotiv)
- 30 harmoniska anteckningar såsom ledning vid preludieringen.

#### Preludier och fugor
- Lätta preludier och fugor i den berömde Adolf Hesse's styl. C-dur, c-moll, F-dur, D-dur, Ess-dur och B-dur, 1861.
- Preludium och fuga, E-dur, 1846.
- Preludium und Fuge, G-dur, 1836.
- Preludium und Fuge, C-dur, 1836.
- Preludium und Fuge, F-dur, 1836.
- Preludium och fuga, A-dur, 1847.
- Preludium och fuga, h-moll, 1852.
- Preludium och fuga, e-moll, 1852.
- Preludium och fuga, d-moll, 1852.
- Preludium och fuga, a-moll, 1853.
- Preludier och fugor, Ess-dur, fiss-moll, giss-moll, ciss-moll, ess-moll, b-moll, 1853.
- Praeludium och fuga, D-dur, 1854.
- 6 Preludier och fugor: B-dur, Ess-dur, D-dur, g-moll, d-moll, G-dur, 1862.
- Preludium och fuga, c-moll, 1864.
- Preludium och fuga, C-dur (temat av J L ...), 1864.
- Preludium och fuga, G-dur (temat av J L ...), 1864.
- Praeludium und Fuge über den Namen A-d-Hess-e, d-moll, 1862.
- Preludium och fuga, B-dur, 1859.
- Preludium och fuga, D-dur (de 30 första takterna i fugan komponerad av Joh. Lindberg i Åtvid), 1860.
- Preludium och fuga, G-dur (de 20 första takterna i fugan av J L...), 1860.
- Preludium och fuga, g-moll (temat av J L ...), 1860.
- Preludium och fuga, F-dur, 1865.
- Preludium och fuga, E-dur, 1865.

#### Pedaletyder
- Två Pedaletüder, fiss-moll och D-dur, 1880.
- Pedal-Etüde, för 2ne manualer, Ess-dur.
- Pedaletüde, Ess-dur, 1870.

#### Orgelsonater
- Orgelsonat [nr 1], c-moll, 1874. (fem satser, innehåller ett äldre Scherzo och trio från 1870 och en av menuetterna från 1871)
- Orgelsonat [nr 2], D-dur, 1874. (fem satser)
- Orgelsonat [nr 3], f-moll, 1874. (fem satser, innehåller en äldre Menuett 1871 och Finale och fuga 1853)
- Orgelsonat [nr 4], G-dur, 1875. (fem satser, innehåller en äldre Fuga)
- Orgelsonat [nr 5], C-dur, 1875. (fem satser, innehåller ett äldre Andante och Allegro och fuga)
- Orgelsonat [nr 6], d-moll, 1875. (sex satser, innehåller ett äldre Allegro och fuga)
- Orgelsonat [nr 7], Ass-dur, 1877. (sex satser, innehåller pedaletyden från 1870)
- Orgelsonat [nr 8], A-dur, 1877. (sex satser, innehåller ett äldre allegro och fuga)
- Orgelsonat [nr 9], F-dur, 1877. (fem satser, innehåller en äldre fuga)
- Orgelsonat [nr 10], e-moll, 1877. (fem satser, innehåller en äldre Fughetta och finalfuga)
- Orgelsonat [nr 11], Ess-dur, 1877. (sex satser)
- Orgelsonat [nr 12], g-moll, 1877. (sex satser, innehåller ett äldre Preludium och fuga, final och fuga samt Siciliano melancolico)

#### Fyrhändigt orgelverk
- Preludium och fuga, à quatre mains, E-dur, 1851.
- Fantasie und Fuge à quatre mains, Ess-dur, 1854. (bearbetning av versionen från 1834)
- Praeludium à quatre mains, G-dur, 1858.
- Preludium till fuga i g-moll av Bach, à quatre mains, 1861.
- Praeludium och fuge à quatre mains, F-dur, 1861 eller 1862.
- Fantasi à quatre mains, C-dur, 1878.
- Fantasi à quatre mains, D-dur, 1878.
- Fantasi à quatre mains, a-moll, 1878.
- Fantasi à quatre mains, Ess-dur, 1878.
- Fantasi à quatre mains, d-moll, 1878.
- Fantasi à quatre mains, Ess-dur, 1879.
- Fantasi à quatre mains, c-moll, 1872.

### Vokalmusik
- Kyrkoarior för tenorröst med obligat orgel: 
  - Det är en kostelig ting, 1876.
  - Hjerteliga kär, 1876.
  - Den under den Högstes beskärm sitter, 1876.
  - Såsom hjorten ropar, 1876.

#### Körverk
- Ostercantate Lasst uns in frohen Chören, für 4 Solostimmen Chor mit obligater Pianofortebegleitung, 1835.
- Lobe den Herren meine Seele, med obligat orgel, 1872.
- Der Gott des Friedens, med obligat orgel, 1872.
- zur Pfingstpredigt, Der Geist Gottes, 1874.
- So spricht der Herr, med orgel, 1875.
- Kommet, lasset, med orgel, 1875.
- Gelobet sey der Herr, med orgel 1875.
- Jauchzet den Herrn alle Welt, med orgel, 1875.
- Lobsinget Gott (Pfingststück), med orgel, 1875.

## Diskografi
Mankelliana : organ music by Gustaf Mankell / Holmgren, Claes, orgel. CD. Organic OR 02-2. 2002. Inspelad 2001 i Visby domkyrka.

### Koralböcker
- Choralbok, i melodiskt hänseende enl den af Åhlström utg, satt i harmoni samt tillökt med 36 hittills i Sverige icke begagnade tyska choraler, 1839.
- 5 choraler, satta för sopran, alt, två tenorer och bas med interludier, 1840.
- 150 der schönsten und gebräuchlichsten Melodien aus Gregor's Choralbuch, vierstimmig gesetzt, für die Orgel mit zerstreuter Harmonie, 1841.
- 24 choralmelodier, i melodiskt hänseende enligt Åhlströms choralbok, femstämmigt utsatt med interludier, 1842.
- 46 choraler, i melodiskt hänseende enligt Haeffners choralbok, satta i harmonie, 1843.
- Choralbok, i melodiskt hänseende enligt Häffners choralbok, fyrstämmigt utsatt med interludier, 1850?.
- 89 koraler, dels svensk och tyska melodier, dels af Åhlström componerade, satta i harmoni med interludier, 1852.
- Choralbok med interludier, innehållande alla i Brödraförsamlingens sångbok förekommande melodier, fyrstämmigt utsatt med odelad harmoni för orgel eller piano, samt transponerad i lägre tonarter, 1859.

### Övrigt
- Reglor som böra iakttagas vid preludiering, 1854. (otryckt)
- Uppsats på hvad en orgelnist bör känna, för att, som sig bör, sköta ett honom till spelning och vård anförtrodt orgverk, 1864. (20 sidor).